# 2010年MTV音樂錄影帶大獎
2010年MTV音樂錄影帶大獎于2010年9月12日在洛杉矶诺基亚剧院举办，以嘉獎前一年的最優秀的音樂錄影帶。本届音乐录像带大奖由切尔西·汉德勒主持，是16年来第一位主持该奖项的女主持。
Lady Gaga在这一年被提名13次，是MTV音樂錄影帶大獎历史上单年被提名最多的女艺人。其中，她的歌曲《Bad Romance》和《Telephone》同时入圍了年度音樂錄影帶大獎。此外，她也是当晚最大赢家，《Telephone》赢得了最佳合作奖，《Bad Romance》赢得了7个奖项，包括年度音樂錄影帶大獎，使她收获了8个太空人雕像。在领取年度音樂錄影帶大獎时，她公布了自己第2张录音室专辑的名称“Born This Way”，并清唱了同名歌曲的片段。在领奖时，Lady Gaga以完全由生牛肉制成的帽子、钱包和鞋子装扮自己，引发了善待动物组织的强烈批评。
本屆音樂錄影帶大獎颁奖典礼总计吸引了1140万观众收视率，是继2002年以来收视人数最多的一届颁奖典礼。

## 表演
| 艺人                             | 歌曲                                                                  |
| 暖場表演                         | 暖場表演                                                              |
| -------------------------------- | --------------------------------------------------------------------- |
| 妮琪·米娜（will.i.am客串）       | 《Your Love》（开场曲） / 《Check It Out》                            |
| 正式表演                         |                                                                       |
| Eminem 蕾哈娜                    | 《Not Afraid》 / 《Love the Way You Lie》                             |
| 贾斯汀·比伯                      | 《U Smile》（开场曲） / 《Baby》 / 《Somebody to Love》               |
| 亚瑟小子                         | 《DJ Got Us Fallin' in Love》 / 《OMG》                               |
| 芙蘿倫絲機進份子                 | 《Dog Days Are Over》                                                 |
| 泰勒·斯威夫特                    | 《Innocent》                                                          |
| 德雷克 玛丽·布莱姬 史威茲·畢茲   | 《Fancy》                                                             |
| B.o.B 布鲁诺·马尔斯 帕拉摩爾樂團 | 《Nothin' on You》（开场曲） / 《Airplanes》 / 《The Only Exception》 |
| 聯合公園                         | 《The Catalyst》                                                      |
| 肯伊·威斯特（普夏T客串）         | 《Runaway》                                                           |

本次頒獎典禮的浩室DJ為鼠來寶，下列藝人和他一起演出：
- 崔維·麥考伊 – 《Billionaire（英语：Billionaire (song)）》
- 杰森·德鲁罗 – 《Ridin' Solo（英语：Ridin' Solo）》
- 蘿蘋 – 《Dancing on My Own（英语：Dancing on My Own）》

在頒獎典禮外的停車場有下列演出：
- N.E.R.D（英语：N.E.R.D）与席亞拉 – 《Hot-n-Fun（英语：Hot-n-Fun）》

来源：表演者（页面存档备份，存于） 

## 獎項
獲獎者以粗體文字顯示。

### 年度音樂錄影帶
Lady Gaga – 《Bad Romance》
- 30秒上火星 – 《Kings and Queens（英语：Kings and Queens (Thirty Seconds to Mars song)）》
- B.o.B （海莉·威廉斯伴唱） – 《Airplanes（英语：Airplanes (song)）》
- 阿姆 – 《Not Afraid》
- 芙蘿倫絲機進份子 – 《Dog Days Are Over（英语：Dog Days Are Over）》
- Lady Gaga （碧昂絲·諾利斯伴唱） – 《Telephone》

### 最佳男藝人錄影帶
阿姆 – 《Not Afraid》
- B.o.B （海莉·威廉斯伴唱） – 《Airplanes（英语：Airplanes (song)）》
- 杰森·德鲁罗 – 《In My Head（英语：In My Head (Jason Derülo song)）》
- 德雷克 – 《Find Your Love（英语：Find Your Love）》
- 亚瑟小子 （will.i.am伴唱） – 《OMG》

### 最佳女藝人錄影帶
Lady Gaga – 《Bad Romance》
- 碧昂絲·諾利斯 （Lady Gaga伴唱） – 《Video Phone (Extended Remix)（英语：Video Phone (song)）》
- 凱莎 – 《Tik Tok》
- 凱蒂·佩芮 （史努比狗狗伴唱） – 《California Gurls》
- 泰勒·斯威夫特 – 《Fifteen》

### 最佳新人
贾斯汀·比伯 （卢达克里斯伴唱） – 《Baby》
- 殘鐘樂團（英语：Broken Bells） – 《The Ghost Inside》
- 杰森·德鲁罗 – 《In My Head（英语：In My Head (Jason Derülo song)）》
- 凱莎 – 《Tik Tok》
- 妮琪·米娜 （尚恩·加勒特（英语：Sean Garrett）伴唱） – 《Massive Attack（英语：Massive Attack (song)）》

### 最佳流行錄影帶
Lady Gaga – 《Bad Romance》
- B.o.B （布鲁诺·马尔斯伴唱） – 《Nothin' on You（英语：Nothin' on You）》
- 碧昂絲·諾利斯 （Lady Gaga伴唱） – 《Video Phone (Extended Remix)（英语：Video Phone (song)）》
- 凱莎 – 《Tik Tok》
- 凱蒂·佩芮 （史努比狗狗伴唱） – 《California Gurls》

### 最佳搖滾錄影帶
30秒上火星 – 《Kings and Queens》
- 芙蘿倫絲機進份子 – 《Dog Days Are Over（英语：Dog Days Are Over）》
- MGMT – 《Flash Delirium（英语：Flash Delirium）》
- 缪斯乐队 – 《Uprising（英语：Uprising (song)）》
- 帕拉摩爾樂團 – 《Ignorance（英语：Ignorance (song)）》

### 最佳嘻哈錄影帶
阿姆 – 《Not Afraid》
- B.o.B （海莉·威廉斯伴唱） – 《Airplanes（英语：Airplanes (song)）》
- 德雷克 （肯伊·威斯特、小韋恩與阿姆伴唱） – 《Forever（英语：Forever (Drake song)）》
- Jay-Z （史威茲·畢茲（英语：Swizz Beatz）伴唱） – 《On to the Next One（英语：On to the Next One）》
- 基德·卡迪 （MGMT與Ratatat（英语：Ratatat）伴唱） – 《Pursuit of Happiness（英语：Pursuit of Happiness (Kid Cudi song)）》

### 最佳舞曲錄影帶
Lady Gaga – 《Bad Romance》
- 卡絲卡達樂團 – 《Evacuate the Dancefloor》
- 大衛·庫塔 （阿肯伴唱） – 《Sexy Chick（英语：Sexy Bitch）》
- 安立奎·伊格萊西亞斯 （皮普保罗伴唱） – 《I Like It（英语：I Like It (Enrique Iglesias song)）》 （澤西海岸版）
- 亚瑟小子 （will.i.am伴唱） – 《OMG》

### 最佳合作
Lady Gaga （碧昂絲·諾利斯伴唱） – 《Telephone》
- 3OH!3 （凱莎伴唱） – 《My First Kiss（英语：My First Kiss (song)）》
- 碧昂絲·諾利斯 （Lady Gaga伴唱） – 《Video Phone (Extended Remix)（英语：Video Phone (song)）》
- B.o.B （海莉·威廉斯伴唱） – 《Airplanes（英语：Airplanes (song)）》
- Jay-Z與艾莉西亚·凯斯 – 《Empire State of Mind》

### 突破錄影帶
黑鍵樂團 – 《Tighten Up》
- 丹·布莱克（英语：Dan Black） – 《Symphonies（英语：Symphonies (song)）》
- 酷玩樂團 – 《Strawberry Swing（英语：Strawberry Swing）》
- 街頭霸王 （巴比·渥梅克（英语：Bobby Womack）與摩斯·戴夫（英语：Mos Def）伴唱） – 《Stylo（英语：Stylo (song)）》

### 最佳導演
Lady Gaga – 《Bad Romance》 （导演：法蘭西斯·羅倫斯）
- 30秒上火星 – 《Kings and Queens（英语：Kings and Queens (Thirty Seconds to Mars song)）》 （导演：杰瑞德·莱托）
- 阿姆 – 《Not Afraid（英语：Not Afraid）》 （导演：瑞驰·李（英语：Rich Lee））
- Jay-Z与艾莉西亚·凯斯 – 《Empire State of Mind》 （导演：海普·威廉斯（英语：Hype Williams））
- 粉红佳人 – 《Funhouse（英语：Funhouse (song)）》 （导演：大卫·梅耶斯（英语：Dave Meyers (director)））

### 最佳編舞
Lady Gaga – 《Bad Romance》 （編舞：劳瑞安·吉布森）
- 碧昂絲·諾利斯 （Lady Gaga伴唱） – 《Video Phone (Extended Remix)（英语：Video Phone (song)）》 （編舞：弗兰克·盖特森、Phlex與布萊恩·塔納卡）
- Lady Gaga （碧昂絲·諾利斯伴唱） – 《Telephone》 （編舞：劳瑞安·吉布森（英语：Laurieann Gibson））
- 賈奈兒·夢內 （博爺（英语：Big Boi）伴唱） – 《Tightrope（英语：Tightrope (Janelle Monáe song)）》 （編舞：賈奈兒·夢內與孟菲斯Jookin社區）
- 亚瑟小子 （will.i.am伴唱） – 《OMG》 （編舞：艾科蒙·AJ·瓊斯）

### 最佳特效
缪斯乐队 – 《Uprising》 （特效：Humble與山姆·斯蒂芬斯）
- 丹·布萊克（英语：Dan Black） – 《Symphonies（英语：Symphonies (song)）》 （特效：科琳娜·班斯與阿克塞爾·D·夏科特）
- 阿姆 – 《Not Afraid》 （特效：Animaholics特效）
- 年輕歲月 – 《21st Century Breakdown（英语：21st Century Breakdown (song)）》 （特效：Laundry）
- Lady Gaga – 《Bad Romance》 （特效：Skulley Effects特效）

### 最佳藝術指導
芙蘿倫絲機進份子 – 《Dog Days Are Over》 （藝術指導：路易絲·科科倫和奥尔登·約翰遜）
- 30秒上火星 – 《Kings and Queens（英语：Kings and Queens (Thirty Seconds to Mars song)）》 （藝術指導：馬爾科·贝纳塞拉夫）
- 碧昂絲·諾利斯 （Lady Gaga伴唱） – 《Video Phone (Extended Remix)（英语：Video Phone (song)）》 （藝術指導：萊尼·佐甫）
- 阿姆 – 《Not Afraid》 （藝術指導：伊森·塔布曼）
- Lady Gaga – 《Bad Romance》 （藝術指導：查尔斯·因方蒂）

### 最佳剪輯
Lady Gaga – 《Bad Romance》 （剪輯：加雷特·菲加）
- 阿姆 – 《Not Afraid》 （剪輯：肯·莫维）
- 麥克史諾樂團（英语：Miike Snow） – 《Animal（英语：Animal (Miike Snow song)）》 （剪輯：弗蘭克·馬西亞斯）
- 粉红佳人 – 《Funhouse（英语：Funhouse (song)）》 （剪輯：克里斯·戴維斯）
- 蕾哈娜 – 《Rude Boy》 （剪輯：克拉克·艾迪）

### 最佳攝影
Jay-Z與艾莉西亚·凯斯 – 《Empire State of Mind》 （攝影：約翰·培瑞茲）
- 阿姆 – 《Not Afraid》 （攝影：克里斯多夫·普勒布斯特）
- 芙蘿倫絲機進份子 – 《Dog Days Are Over（英语：Dog Days Are Over）》 （攝影：亞當·弗里希）
- Lady Gaga – 《Bad Romance》 （攝影：托馬斯·克勞斯）
- 蒙福之子樂團 – 《Little Lion Man（英语：Little Lion Man）》 （攝影：本·馬加西）

### 年度拉丁艺人
冒险乐队
- 卡米拉乐队（英语：Camila (band)）
- 洋基老爹
- 皮普保罗
- 夏奇拉
- 威辛與揚戴爾（英语：Wisin & Yandel）[7]

## 出场嘉宾
- 琳賽·蘿涵、瑞克·羅斯（英语：Rick Ross (rapper)）、佛罗·里达与里歐·強 – 开场表演
- 艾倫·狄珍妮 – 頒發「最佳女藝人錄影帶」獎
- 金·卡戴珊 – 介绍贾斯汀·比伯出場
- 《蠢蛋搞怪秀3D（英语：Jackass 3D）》演员 – 頒發「最佳搖滾錄影帶」獎
- 凱莎与崔·颂 – 介绍亚瑟小子出場
- 凱蒂·佩芮与妮琪·米娜 – 頒發「最佳男藝人錄影帶」獎
- 杰瑞德·莱托与艾希莉·葛林 – 介绍芙蘿倫絲機進份子出场
- 科里·蒙蒂思、克里斯·柯爾弗、安伯·莱利（英语：Amber Riley）与珍·林奇 – 頒發「最佳流行錄影帶」獎
- 罗莎里奥·道森与克里斯·潘恩 – 介绍泰勒·斯威夫特出场
- 傑西·艾森柏格、安德魯·加菲爾德与賈斯汀·提姆布萊克 – 介绍德雷克、玛丽·布莱姬与史威茲·畢茲（英语：Swizz Beatz）
- 喬·曼根尼羅与伊雯·瑞秋·伍德 – 介绍专业类奖项赢家
- 《澤西海岸》演员 – 与主持人出演一段小品
- 索菲娅·维加拉 – 頒發「最佳嘻哈錄影帶」獎
- 席琳娜·戈梅茲与尼歐 – 介绍B.o.B、布鲁诺·马尔斯与帕拉摩爾樂團出场
- 罗密欧（英语：Anthony Santos）与維多利亞·嘉絲蒂 – 頒發「最佳新人」獎
- 艾瑪·史東与潘·巴奇利 – 介绍聯合公園出场
- 雪兒 – 頒發「年度音樂錄影帶大獎」
- 阿兹·安萨里 – 介绍肯伊·威斯特出场

來源：出场嘉宾（页面存档备份，存于） 

## 外部連結
- 2010年VMA官方網站（页面存档备份，存于）
- 互联网电影数据库（IMDb）上《2010年MTV音樂錄影帶大獎》的资料（英文）